# موراساکی شیکیبو
موراساکی شیکیبو (به ژاپنی: 紫式部) (۹۷۳ – ۱۰۱۴ یا ۱۰۲۵ میلادی) رمان‌نویس و شاعرِ ژاپنی و ندیمه در دربارِ امپراتوری در کیوتو در دورهٔ هی‌آن بود. آوازهٔ او بیشتر به دلیل نویسندگیِ داستانِ گنجی (در اوایلِ قرنِ یازدهمِ میلادی) است که از نخستین رمان‌های دنیا به‌شمار می‌رود. «موراساکی شیکیبو» یک نامِ توصیفی ناشناخته است. نام او ممکن است فوجیوارا نو کائوریکیو باشد که در سال ۱۰۰۷ در دفترِ خاطراتِ دربار از او به عنوان یک بانوی درباری امپراتوری نام برده شد.
در دورهٔ هی‌آن رسم بر این بود که به زنان زبانِ چینیِ کلاسیک، که زبانِ نوشتاریِ دولت بود، آموزش داده نمی‌شد. چون پدرِ موراساکی دانشمندِ مطالعاتِ چینی بود، وی تحتِ تأثیرِ خانواده و سرپرستیِ پدر، استعدادهای خود را در فراگیریِ کلاسیک چینی نشان داد. او در اواخر دهه بیست سالگیش ازدواج کرد و یک دختر به دنیا آورد. در زمان ازدواج یا شاید اندکی پس از بیوه شدن، در حدود سال ۱۰۰۵، توسط پدر امپراتریس و سیاستمدار قدرتمند دوره، فوجیوارا نو میچیناگا، به دربار امپراتوری دعوت شد تا به عنوان ندیمه در خدمت همسر امپراتور، امپراتریس شوشی، باشد. در طول خدمتش به نوشتن صحنه‌هایی از زندگی درباری ادامه داد، پس از پنج یا شش سال، بازنشسته شد و دربار را ترک کرد و به منطقه‌ای نزدیک دریاچهٔ بیوا رفت. پژوهشگران در مورد سال مرگ او اختلاف نظر دارند، اگرچه اکثر آنها در مورد سال ۱۰۱۴ اتفاق نظر دارند.
داستانِ گنجی، دفترِ خاطراتِ موراساکی شیکیبو و مجموعهٔ موراساکی شیکیبو آثار او را تشکیل می‌دهند. داستانِ گنجی ظرف یک دهه پس از اتمام آن در سراسر استان‌های ژاپن توزیع شد و در طی یک قرن به عنوان اثر کلاسیک از ادبیات ژاپن شناخته شد و به موضوع نقدهای گوناگون تبدیل شد. این کتاب بین سال‌های ۱۹۲۵ تا ۱۹۳۳، به زبانِ انگلیسی ترجمه و منتشر شد. پژوهشگران اهمیت کار او را نشان دادن جامعهٔ درباری هی‌آن در اوج خود می‌دانند. از قرن سیزدهم میلادی، آثار او توسط هنرمندان ژاپنی و استادان مشهور اوکی‌یوئه به تصویر کشیده شده است.

## اوایلِ زندگی
موراساکی شیکیبو حدودِ سالِ ۹۷۳ میلادی در پایتختِ وقتِ ژاپن، هی‌آن-کیو، به دنیا آمد. او متعلق به شاخه‌ای از خاندان فوجیوارا به نام هوکه (فوجیوارا) بود. : ۲۹۳  خاندان فوجیوارا تا پایان قرن یازدهم، از طریق ازدواج‌های سیاسی و راهبردی دختران خود با خانواده امپراتوری و استفاده از نفوذ آنان، بر سیاست دربار تسلط داشتند. در اواخر قرن دهم و اوایل قرن یازدهم، چهار دختر فوجیوارا نو میچیناگا، با امپراتورهای ژاپن ازدواج کردند که به او قدرت بی‌سابقه‌ای داد.: ۲۵–۲۴  پدربزرگ موراساکی، فوجیوارا نو کانه‌سوکه، در رده بالای اشراف بود، اما شاخهٔ خانواده او به تدریج قدرت خود را از دست داد و تا زمان تولد موراساکی در رده‌های متوسط به پایین اشراف هی‌آن — سطح فرماندارها قرار گرفت.: ۲۱۵  رده‌های پایین‌تر اشراف معمولاً به دور از دربار و برای تصدی سمت‌های نامطلوب به استان‌ها فرستاده می‌شدند و به این ترتیب در واقع از قدرت متمرکز و دربار در کیوتو تبعید می‌شدند.: ۴ 
این خانواده، علیرغم از دست دادن موقعیت، از طریق پدربزرگ و پدربزرگ پدری موراساکی، که هر دو از شاعران مشهوری بودند، نزد باسوادان شهرت داشتند. پدربزرگ او فوجیوارا نو کانه‌سوکه، دارای ۵۶ قطعه شعر بود که در ۱۳ مورد از آن در مجموعه شعرهای برگزیده امپراتوری به نام چوکوسن واکاشو (گلچین‌های درباری)، سی و شش شعر جاودانه و داستان یاماتو گنجانده شده بود.: ۲۵۷–۲۵۸  پدربزرگ و پدربزرگ پدری او هر دو با کی نو تسورایوکی، که به دلیل محبوبیت اشعار به زبانِ ژاپنی مشهور بود، دوست بودند.: ۴  پدرش، فوجیوارا نو تامه‌توکی، در دانشگاه دولتی (دایگاکو-ریو تحصیل کرده بود: 9 : ۹  و محقق معتبر کلاسیک چینی بود و به عنوان شاعر شهرت داشت. در سال ۹۹۶ در فرمانداری مقامی به او داده شد و تا حدود ۱۰۱۸ خدمت کرد.: ۱۱۱  مادر او مانند پدرش از خاندان هوکه (فوجیوارا) بود. آنها دارای سه فرزند، یک پسر و دو دختر بودند.
عنوانِ «شیکیبو»، به رسمِ دورهٔ هی‌آن، به مقام و سمتِ شیکیبو-شو در وزارتِ تشریفات اشاره دارد که پدرِ موراساکی کارمندش بود. نامِ «موراساکی» (به معنیِ «بنفش») شاید از رنگِ گُلِ فوجی و به معنای کلمهٔ «فوجی» گرفته شده باشد. «موراساکی» همچنین نامی است که او خود به شخصیتِ اصلیِ زن، موراساکی نو اوئه، در داستانِ گنجی داده بود.
در ژاپن دوران هی‌آن، زنان و شوهران پس از ازدواج در خانه پدری زنان زندگی می‌کردند، اگرچه سیستم پدرتباری همچنان رعایت می‌شد.: ۲۵۴  اما خانواده موراساکی جدا از خانواده مادری زندگی می‌کردند. آنهادر خانه پدرش، که به احتمال زیاد در خیابان تراماچی در کیوتوی امروزی بود، با نوبونوری برادر کوچکترش و یک خواهر بزرگتر، که با موراساکی بسیار صمیمی بود و در بیست و چند سالگی درگذشت زندگی می‌کردند.: 218 : ۵۱–۵۰ 
موراساکی در دوره‌ای به دنیا آمد که پس از پایان مأموریت هیئت‌های اعزامیِ ژاپنی به امپراتوریِ چین، ژاپن در حال منزوی‌تر شدن بود و در عین حال فرهنگ ملی قوی‌تری در حال ظهور بود.: xii  در قرن نهم و دهم، زبانِ ژاپنی به تدریج از طریق توسعه خط کانا، یک خط هجانگار و زبانِ نوشتاری ویژه را بر اساس اختصارات حروف چینی به وجود آورد. هر چند در زمان موراساکی به‌طور رسمی از نویسه‌های چینی استفاده می‌شد، اما کانا به زبانِ نوشتاری صمیمی و زنان اشراف و پایه‌ای برای اشکال منحصر به فرد ادبیات ژاپن تبدیل شده بود.: ۲۹ 
پدرش در دوران کودکی او زبانِ چینی را به عنوان آمادگی برای یک شغل در دولت به برادر موراساکی آموزش می‌داد و به این ترتیب وی نیز توانست زبانِ چینیِ کلاسیک را بیاموزد و در آن مهارت پیدا کند. او در دفترِ خاطراتِ خود نوشت: «وقتی برادرم … پسر نوجوانی بود که کلاسیک‌های چینی را یادمی‌گرفت، من عادت داشتم به درس‌های او گوش کنم و به‌طور غیرمعمولی در درک آن قسمت‌هایی که فهمیدن و به خاطر سپردن آنها برای او دشوار بود، مهارت پیدا کردم.» پدرش، همیشه از این واقعیت افسوس می‌خورد و می‌گفت: «این هم از شانس بد من است!» او همچنین می‌گفت: «حیف است که او یک مرد به دنیا نیامده!»: ۱۱–۱۲  به این ترتیب او ادبیات چین را در کنار برادرش آموخت و احتمالاً در موضوعات سنتی‌تری مانند موسیقی، خوشنویسی و واکا (شعر) نیز توانست آموزش ببیند. تحصیلات موراساکی غیرمتعارف بود، لوئیس پرز در کتاب تاریخ ژاپن توضیح می‌دهد که «زنان … تصور می‌شد که فاقد هوش واقعی هستند و بنابراین زبانِ چینی به آنها آموزش داده نمی‌شد.»

## ازدواج
موراساکی برخلاف بسیاری از زنان اشرافی، پس از رسیدن به سن بلوغ ازدواج نکرد بلکه تا اواسط دهه ۲۰ زندگی، در خانه پدرش ماند. در سال ۹۹۶، هنگامی که پدرش به فرمانداری چهار ساله در ولایت اچیزن منصوب شد، موراساکی نیز به مدت دو سال او را همراهی کرد.: ۸۳–۸۵  موراساکی احتمالاً در سال ۹۹۸ به کیوتو بازگشت تا در سن ۲۶ سالگی با فوجیوارا نو نوبوتاکا، پسرعموی دوم و دوست پدرش که از او بیست سال بزرگتر بود، ازدواج کند.: ۴  نخستین ازدواج در سن ۲۶ سالگی یک زن بسیار دیرتر از رسم دوران او بود. دلیل ازدواج دیرهنگام او این بود که پدرش در سن مناسب برای ازدواج موراساکی بیکار بود و در آن زمان رسم ازدواج بر این منوال بود که مرد به عنوان داماد وارد خانه والدین همسرش شود. از آنجائیکه پدر او در شرایط بد اقتصادی بود، بنابر این او تا این سن نتوانسته بود شوهری مناسب با شرایط خود پیدا کند. شوهرش از تبار همان شاخه از خاندان فوجیوارا و کارمند دربار در وزارت تشریفات بود که شهرت زیادی در نحوه لباس پوشیدن داشت و رقصنده با استعدادی بود.: ۸۳–۸۵  در اواخر چهل سالگی در زمان ازدواجشان، او سه زن دیگر و تعداد نامعلومی فرزند داشت و درگیر روابط عاشقانهٔ متعددی بود که شاید پس از ازدواجش با موراساکی نیز ادامه داشته است. اگرچه آنها ازدواج کردند، نوبوتاکا با موراساکی شیکیبو زندگی نمی‌کرد، بلکه با یکی از همسران سابق خود (همسران قانونی) زندگی می‌کرد. یک سال بعد از ازدواج، موراساکی شعرهایی دربارهٔ نزاع با شوهرش نوشت. تفسیر روابط زناشویی آنها نزد محققان متفاوت است: ریچارد باورینگ ازدواجی هماهنگ را پیشنهاد کرده، در حالی که پژوهشگر ادبیات ژاپنی هارو شیرانه شواهدی دال بر کینه‌توزی در اشعار موراساکی نسبت به شوهرش یافته.: ۴ 
دختر آنها، داینی نو سانمی، در سال ۹۹۹ به دنیا آمد. دو سال بعد، نوبوتاکا در دوران همه‌گیری بیماری وبا درگذشت. موراساکی به عنوان یک زن متأهل، خدمتکارانی برای اداره خانه داشت که از دخترش مراقبت می‌کردند و او اوقات فراغت زیادی داشت.: ۸۳  محققان بر این باورند که او ممکن است قبل از مرگ شوهرش نوشتن داستانِ گنجی را آغاز کرده باشد یا شاید پس از بیوه شدن در زمانی که غم و اندوه بسیاری را به دلیل از دست دادن همسرش احساس می‌کرد.: ۴  او پس از مرگ شوهرش در دفترِ خاطراتِ خود احساساتش را شرح می‌دهد: «احساس افسردگی و گیجی می‌کردم. چند سالی بود که هر روز به شکلی بی‌روح زندگی می‌کردم … کاری بیشتر از ثبت گذر زمان انجام نمی‌دادم… فکر ادامه تنهایی من کاملاً غیرقابل تحمل بود.»: ۸۴ 
بر اساس افسانه، موراساکی به معبد ایشییاما-درا در دریاچهٔ بیوا رفت، جایی که او در یک شب در ماه اوت در حالی که به ماه نگاه می‌کرد، الهام گرفت تا داستانِ گنجی را بنویسد. بر اساس واقعیت نیز هنرمندان ژاپنی اغلب به معبد ایشییاما در حال خیره شدن به ماه الهام گرفته و آثار خود را خلق می‌کردند. ممکن است او مأمور نوشتن داستان در معبد شده باشد. موراساکی فصل‌های تازه نوشته شده داستانِ گنجی را بین دوستانش توزیع می‌کرد که به نوبه خود آنها را دوباره کپی و به دیگران می‌دادند. به این ترتیب، داستان شناخته شد و او به عنوان یک نویسنده شهرت یافت.: ۲۵۸–۲۵۹ 

## زندگی دربار
فرهنگ هی‌آن و زندگی درباری در اوایل قرن یازدهم به اوج خود رسید.: ۲۵–۲۴  جمعیت کیوتو به حدود ۱۰۰٬۰۰۰ نفر افزایش یافت و اشراف به‌طور فزاینده‌ای در پست‌های دولتی و خدمات درباری در قصر هی‌آن منزوی شدند.: ۲۹۲  درباریان بیش از حد از مردم عادی جدا و تصفیه شدند و کارهای کمی انجام می‌دادند، آنها از واقعیت زندگی مردم عادی جدا شده و مشغول زندگی درباری شدند و به فعالیت‌های هنری روی آوردند.: ۲۵–۲۴ : ۲۹۲  احساسات اشراف معمولاً از طریق استفاده هنرمندانه از منسوجات، عطرها، خوشنویسی، کاغذهای رنگی، شعر و لایه‌بندی پوشاک با ترکیب رنگهای دلپذیر بیان می‌شد — با توجه به خُلق و فصل. آسرگرمی‌های رایج برای زنان سرشناس هی‌آن — که به مدل‌های سفت و سخت موهای خیلی بلند، پوست سفید شده و دندان‌های سیاه‌شده پایبند بودند — شامل داشتن روابط عاشقانه، نوشتن شعر و یادداشت‌های روزانه بود. ادبیاتی که زنان دربار هی‌آن می‌نوشتند، از قدیمی‌ترین و بهترین ادبیات نوشته شده به زبانِ ژاپنی شناخته می‌شود.: ۲۵–۲۴ : ۲۹۲ 

### دربارهای رقیب و زنان شاعر

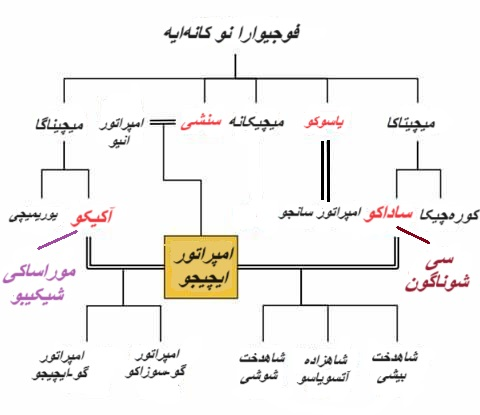
موقعیت موراساکی شیکیبو در دربار به عنوان ندیمه امپراتریس شوشی (آکیکو) و موقعیت سی شوناگون به عنوان ندیمه امپراتریس فوجیوارا نو تیشی (ساداکو)

در سال ۹۹۵ هنگامی که دو برادر میچیناگا، فوجیوارا نو میچیتاکا و فوجیوارا نو میچیکانه درگذشتند و پست کانپاکو را خالی گذاشتند، میچیناگا در مبارزه قدرت علیه برادرزاده‌اش فوجیوارا نو کوره‌چیکا (برادر امپراتریس فوجیوارا نو تیشی (ساداکو)، همسر امپراتور ایچیجو) به سرعت پیروز شد. در سال ۹۹۶ به دنبال رسوایی چوتوکو، که کوره‌چیکا به امپراتور بازنشسته کازان تیراندازی کرد، قدرتش را از دست داد و از داشتن منصب در دربار محروم شد. چهار سال بعد، میچیناگا، شوشی (آکیکو)، دختر بزرگش، را در سن ۱۲ سالگی به عنوان همسر امپراتور ایچیجو به دربار فرستاد. در تلاشی برای تضعیف نفوذ تیشی و افزایش جایگاه شوشی، میچیناگا او را چوگو (مترادف با کوگو (بلندپایه‌ترین همسر امپراتور) نامید، اگرچه تیشی قبلاً این عنوان را داشت، همان‌طور که مورخ دونالد شیورلی توضیح می‌دهد، «میچیناگا با جدا کردن بی‌سابقه دو عنوان برای همسر اصلی امپراتور حتی طرفدارانش را شوکه کرد.» با اقدام میچیناگا، تیشی عنوان معمول کوگو (همسر ارشد امپراتور) را داشت و دخترعموی او شوشی دارای عنوان چوگو، عنوانی مترادف و معادلی برگرفته از کوگو شد، به این ترتیب در این زمان امپراتور ژاپن برای اولین بار در تاریخ دارای دو همسر اصلی به‌طور همزمان بود.: ۶۷–۶۹  زنان با منزلت بالا در دربار در انزوا زندگی می‌کردند و از طریق ازدواج‌های استراتژیک برای به دست آوردن قدرت سیاسی برای خانواده‌هایشان استفاده می‌شدند. در مورد شوشی و سایر ازدواج‌های مشابه با اعضای خاندان امپراتوری، این امر به خاندان زن امکان اعمال نفوذ بر امپراتور را می‌داد — این چنین بود که میچیناگا و سایر نایب‌السلطنه‌های فوجی‌وارا به قدرت خود دست یافتند. علیرغم منزوی بودن، برخی از زنان تأثیر قابل توجهی داشتند که اغلب از طریق محفل‌های ادبی به دست می‌آمد و بستگی به کیفیت شرکت‌کنندگان داشت.: xv–xvii  مادر امپراتور ایچیجو و خواهر میچیناگا، سنشی، محفل ادبی تأثیرگذاری داشتند و میچیناگا احتمالاً می‌خواست دخترش شوشی را با زنان ماهری مانند موراساکی احاطه کند و محفل ادبی رقیبی بسازد.
او به دلیل شهرتش به عنوان نویسنده، به احتمال زیاد در اوایل تا اواسط دهه سی عمرش، ندیمه (اصطلاح ژاپنی نیوبو) در دربار شد. میچیناگا، موراساکی را به دربار شوشی آورد و در موقعیتی قرار داد که ریچارد باورینگ آن را به عنوان یک معلم همراه توصیف می‌کند.: xiv  چیه‌کو مولهرن در کتاب نویسندگان زن ژاپنی: کتاب منبع زیست انتقادی می‌نویسد که محققان تعجب کرده‌اند که چرا موراساکی نسبتاً در اواخر زندگی خود چنین عملی را انجام داد. دفترِ خاطراتِ او نشان می‌دهد که پس از مرگ همسرش با فوجیوارا نو میچیناگا شعر رد و بدل کرده است که منجر به این گمانه زنی می‌شود که این دو ممکن است عاشق هم بوده باشند. اگرچه میچیناگا او را بدون استفاده از کانال‌های رسمی به دربار آورد، ریچارد باورینگ هیچ مدرکی نمی‌بیند که نشان دهد میچیناگا او را به عنوان هم‌بالینی خود به دربار آورده شده باشد. مولهرن فکر می‌کند که میچیناگا می‌خواست موراساکی را در دربار داشته باشد تا دخترش شوشی را آموزش دهد.: ۲۵۹  میچیناگا دخترش شوشی را به ازدواج امپراتور درآورده بود، اما امپراتور ایچیجو قبلاً یک امپراتریس به نام فوجیوارا نو تیشی داشت و عاشق او بود. داستانِ گنجی طی فرآیندی خلق شد که در آن میچیناگا از طریق مجموعه‌ای از طرح‌ها، قدرت مطلق را کاخ امپراتوری برقرار کرده بود. امپراتور ایچیجو، که عاشق این داستان بود، مکرراً از اقامتگاه شوشی بازدید می‌کرد تا به ادامه داستان که موراساکی پیش از همه در اختیار شوشی قرار می‌داد، دسترسی داشته باشد؛ بنابراین موراساکی در خاطارت خود می‌نویسد: «ناگفته نماند که هدف میچیناگا ارائه این داستان از طریق دخترش شوشی به امپراتور ایچیجو و استفاده از آن برای جلب لطف امپراتور نسبت او بود.»
شوشی ۱۶ تا ۱۹ ساله بود که، در سال ۱۰۰۵ یا ۱۰۰۶، موراساکی به دربار او پیوست.: vii : xxxv  به گفته آرتور ویلی، شوشی یک بانوی جوان جدی بود که نظم و ترتیب زندگی او بین خانواده پدرش و دربارش در قصر امپراتوری تقسیم شده بود.: vii  او نویسندگان زن با استعدادی مانند ایزومی شیکیبو و آکازومه اِمون — نویسنده یک کتاب تاریخ به زبانِ محلّی به نام ایگا مونوگاتاری را دور خود جمع کرد.: ۱۵۶  رقابتی که بین زنان وجود داشت در دفترِ خاطراتِ موراساکی مشهود است، جایی که او با تحقیر از ایزومی نوشت: «ایزومی شیکیبو یک نامه نویس سرگرم‌کننده است. اما چیزی نه چندان رضایت‌بخش در مورد او وجود دارد. او استعدادی برای از بین بردن آهنگ‌های غیررسمی با دستخط سریع بی‌دقت دارد. اما شعر او به یک موضوع جالب یا یک مدل کلاسیک برای تقلید نیاز دارد. در واقع به نظر من اصلاً به خودی خود یک شاعر نیست».: xii 
سی شوناگون، نویسنده کتاب بالش، زمانی که شوشی به دربار آمد، به عنوان بانوی درباری و ندیمه امپراتریس در خدمت تیشی — رقیب شوشی — بود. امپراتریس تیشی در سال ۱۰۰۱، پیش از اینکه موراساکی وارد دربار برای خدمت به شوشی شود، درگذشت، بنابراین این دو نویسنده همزمان در آنجا نبودند، اما موراساکی، که در مورد شوناگون نوشت، مطمئناً او را می‌شناخت و تا حدی تحت تأثیر او بود.: ۴۱۴–۴۱۵  کتاب بالش اثر شوناگون ممکن است به عنوان نوعی تبلیغ برای برجسته کردن دربار تیشی، که به خاطر خانم‌های تحصیلکرده‌اش معروف است، سفارش داده شده باشد. جاشوا ماستو، محقق ادبیات ژاپنی، معتقد است که میچیناگا، موراساکی را به شوشی به عنوان زنی با تحصیلات یکسان یا بهتر ارائه کرد تا دربار شوشی را به شیوه‌ای مشابه به نمایش بگذارد.: ۱۳۰ 
این دو نویسنده خلق و خوی متفاوتی داشتند: سی شوناگون شوخ، باهوش و صریح بود. موراساکی گوشه‌گیر و حسّاس بود. نوشته‌های دفترِ خاطراتِ موراساکی نشان می‌دهد که این دو ممکن است با هم رابطه خوبی نداشته باشند. موراساکی نوشته است: «سی شوناگون … به طرز وحشتناکی مغرور بود. او خود را بسیار باهوش می‌دانست، نوشته‌هایش را با حروف چینی پر می‌کرد، [که] چیزهای زیادی را به دلخواه خود به جای می‌گذاشت.» : ۴۱۴  کین فکر می‌کند که برداشت موراساکی از شوناگون می‌توانست تحت تأثیر شوشی و زنان دربارش باشد، زیرا شوناگون به ملکه رقیب شوشی خدمت می‌کرد. علاوه بر این، او معتقد است که موراساکی برای نوشتن داستانِ گنجی و رقابت با کتاب بالش اثر محبوب شوناگون، به دربار آورده شد. او ژانر کتاب بالش را تحقیر می‌کرد و برخلاف شوناگون که دانش خود را در زبانِ چینی به رخ می‌کشید، موراساکی وانمود کرد که این زبان را نمی‌داند و آن را پرمدعا و متأثر می‌دانست.

### بانوی تاریخ

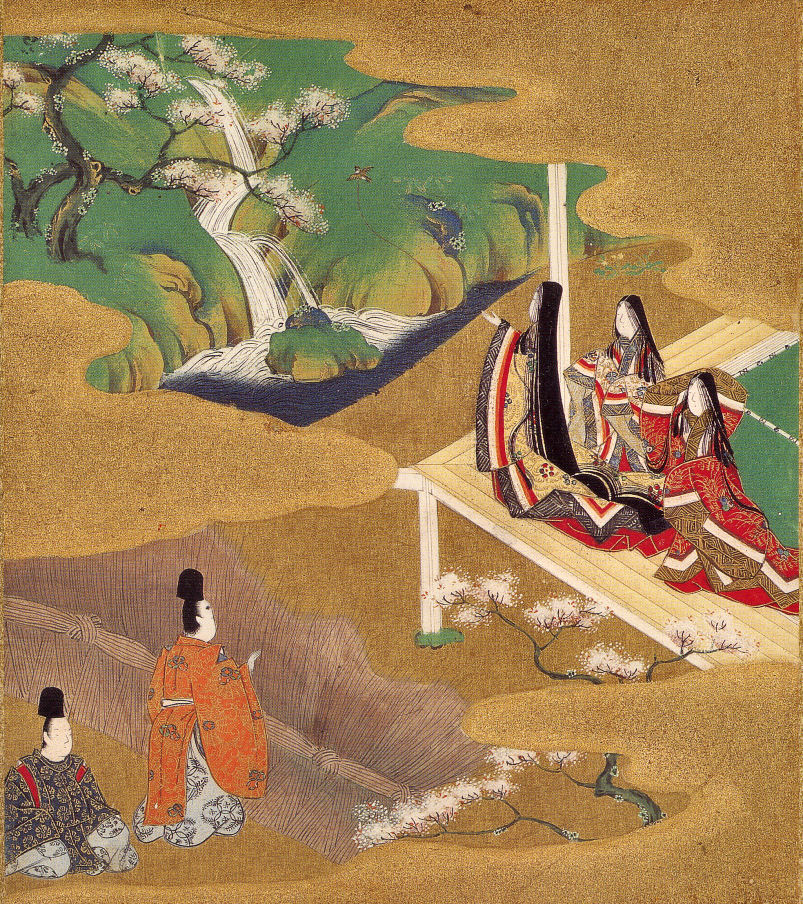
اثری از مکتب توسا در اواسط تا اواخر قرن هفدهم، یک یاماتو-ئه از هی‌آن درباری توسط توسا میتسوئوکی، زنانی را نشان می‌دهد که لباس‌های جیهونی‌تو را بر تن دارند و با موهایی که تا کف زمین می‌رسد.

اگرچه محبوبیت زبانِ چینی در اواخر دورهٔ هی‌آن کاهش یافت، تصنیف‌های چینی همچنان محبوب بودند، از جمله آنهایی که توسط پو چویی نوشته شده بود. موراساکی به شوشی که به هنر چینی و تصنیف‌های جویی علاقه داشت، زبانِ چینی را آموزش داد. شوشی پس از تبدیل شدن به امپراتریس، صفحاتی را نصب کرد که با نویسه‌های چینی تزئین شده بودند، که باعث خشم شد زیرا چینی نوشتاری به عنوان زبانی مردانه در نظر گرفته می‌شد و از حوضهٔ زنان بسیار دور بود.: ۱۱۰–۱۱۹  تصور می‌شد که مطالعه زبانِ چینی مناسب زنان نیست و همچنین مخالف این تصور بود که فقط مردان باید به چنین ادبیاتی دسترسی داشته باشند. زنان قرار بود فقط به زبانِ ژاپنی بخوانند و بنویسند، که آنها را از طریق زبان از دولت و ساختار قدرت جدا می‌کرد. موراساکی، با تحصیلات غیرمتعارف چینی کلاسیک خود، یکی از معدود زنانی بود که برای آموزش زبانِ چینی کلاسیک شوشی در دسترس بود.: ۱۱۰  بورینگ می‌نویسد که «تقریباً خرابکارانه» بود که موراساکی چینی می‌دانست و این زبان را به شوشی آموزش می‌داد.: ۱۱  موراساکی که در مورد تحصیلات چینی شوشی کم حرف بود، دروس بین دو زن را مخفیانه برگزار کرد و در دفترِ خاطراتش نوشت: «از تابستان گذشته… خیلی مخفیانه، در لحظات عجیبی که اتفاقاً کسی در پیرامون نبود، با اعلیحضرت مطالعه می‌کردم. البته هیچ بحثی و مشکلی در مورد دروس رسمی وجود نداشت… من فکر کردم بهتر است دربارهٔ این موضوع به کسی چیزی نگویم.»: ix–x 
موراساکی احتمالاً به دلیل تدریس ادبیات چینی به شوشی، نام مستعار «بانوی تاریخ» را به دست آورده است. یک خانم درباری کسی که موراساکی را دوست نداشت او را متهم کرد که دانش خود را در زبانِ چینی به رخ می‌کشد و پس از حادثه ای که در آن فصل‌هایی از داستانِ گنجی برای امپراتور و درباریانش با صدای بلند خوانده شد، یکی از درباریان اظهار داشت که نویسنده از سطح تحصیلات بالایی برخوردار است. موراساکی در دفترِ خاطراتِ خود نوشت: «چقدر مضحک است! آیا من که تردید دارم آموخته‌هایم را در خانه برای دوستان زنم فاش کنم، هرگز به این فکر می‌کنم که در دربار این کار را انجام دهم؟»: ۱۳۳  اگرچه ظاهراً قرار بود نام مستعار تحقیرآمیز باشد، اما مولهرن معتقد است که با این نام مستعار از موراساکی چاپلوسی شده است.
نگرش نسبت به زبانِ چینی متناقض بود. در دربار امپراتریس تیشی، دانستن زبانِ چینی به رخ کشیده می‌شد و نمادی از حکومت و برتری امپراتوری در نظر گرفته شده بود. با این حال، در محفل ادبی شوشی، خصومت زیادی نسبت به این زبان وجود داشت — با این حال، در سالن شوشی خصومت زیادی نسبت به این زبان وجود داشت — شاید به دلیل مصلحت سیاسی در دوره‌ای که زبانِ چینی به نفع زبانِ ژاپنی کنار گذاشته می‌شد — حتی اگر امپراتریس شوشی خود دانش‌آموز این زبان بود. این خصومت ممکن است بر موراساکی و نظر او دربارهٔ دربار تأثیر گذاشته باشد و او را مجبور کند که دانش خود را در زبانِ چینی پنهان کند. برخلاف شوناگون، که هم خودنما و اهل معاشقه بود و هم در مورد دانش چینی خود صریح بود، به نظر می‌رسد موراساکی متواضع بود، نگرشی که احتمالاً میچیناگا را تحت تأثیر قرار داد. اگرچه موراساکی از زبانِ چینی استفاده می‌کرد و آن را در نوشته‌هایش گنجانده بود، اما علناً این زبان را رد کرد، نگرش قابل ستایش در طول دوره‌ای که فرهنگ ژاپنی در حال رشد بود.: ۱۳۱–۱۳۷ 
به نظر می‌رسد موراساکی از زندگی درباری ناراضی و گوشه‌گیر و غمگین بوده است. هیچ سوابقی نشان نمی‌دهد که او در مسابقات شعر شرکت کرده باشد. به نظر می‌رسد که او در طول خدمتش شعر یا نامه‌های کمی با زنان دیگر رد و بدل کرده است.: ۴  به‌طور کلی، برخلاف شوناگون، موراساکی در دفترِ خاطراتِ خود این تصور را ایجاد می‌کند که او از زندگی درباری، دیگر خانم‌های درباری، و عیاشی در مستی بیزار است. با این حال، او با یک خانم درباری به نام لیدی سایشو دوست صمیمی شد و دربارهٔ زمستان‌هایی که از آن لذت می‌برد نوشت: «من عاشق دیدن برف در اینجا هستم».: xi : xiii 
به گفته ویلی، موراساکی ممکن است به‌طور کلی از زندگی درباری ناراضی نبوده باشد، اما در دربار شوشی حوصله اش سر رفته باشد. او حدس می‌زند که موراساکی ترجیح می‌داده که به لیدی سنشی خدمت کند، که به نظر می‌رسد خانواده‌اش سخت‌گیری کمتری داشتند و سبک‌دل‌تر بوده‌اند. موراساکی در مورد دربار شوشی نوشت: «[او] تعدادی بانوی جوان بسیار شایسته را دور خود جمع کرده است… اعلیحضرت تجربه بیشتری از زندگی کسب می‌کند و مانند قبل دیگران را با همان معیارهای سفت و سخت قبلی قضاوت نمی‌کند.» اما در همین حال دربار شوشی به دلیل اینکه بسیار کسل‌کننده بوده شهرت می‌یافت.: viii 

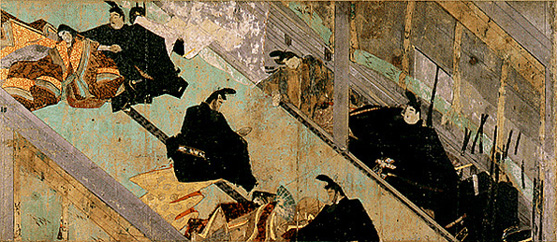
در این نقاشی قرن سیزدهمی از موراساکی شیکیبو نیکی اماکی که دربار هی‌آن را با درباریان مست، و بی‌نظم و در حال معاشقه و شوخی با خانم‌های دربار تصویر کشیده است.

موراساکی از مردان دربار که به نظر او مست و احمق بودند، بیزار بود. با این حال، برخی از محققان، مانند ویلی، مطمئن هستند که او رابطه عاشقانه ای با میچیناگا داشته است. حداقل، میچیناگا او را تعقیب کرده و به شدت او را تحت فشار قرار داده بود. معاشقه میچیناگا با او تا سال ۱۰۱۰ در دفترِ خاطراتش ثبت شده است. با این حال، او در شعری به او نوشت: «تو نه کتاب من را خوانده‌ای و نه عشق من را به دست آورده‌ای.»: x  او در دفترِ خاطراتِ خود ثبت می‌کند که مجبور است از پیشرفت‌های میچیناگا اجتناب کند — یک شب میچیناگا مخفیانه وارد اتاق او شد و یک فصل تازه نوشته شده از داستانِ گنجی را دزدید.: ۲۶۰–۲۶۱  با این حال، حمایت میچیناگا برای ادامه نوشتن ضروری بود. موراساکی فعالیت‌های درباری دخترش را اینگونه توصیف کرده است: «تشریفات مجلل، خواستگاری‌های پیچیده، پیچیدگی‌های نظام ازدواج»، و جزئیات مفصلی، دربارهٔ تولد دو پسر امپراتریس شوشی نوشته است.: ۲۶۰–۲۶۱ 
به احتمال زیاد موراساکی از نوشتن در خلوت لذت می‌برد.: ۲۶۰–۲۶۱  او معتقد بود که با فضای عمومی دربار سازگاری ندارد و از خودش می‌نویسد: «من درگیر مطالعه داستان‌های باستانی هستم … همیشه در دنیای شاعرانه‌ای زندگی می‌کنم که به ندرت وجود دیگران را درک می‌کنم.»: xv  اینگه می‌گوید که او آنقدر صریح بود که نمی‌توانست در دربار دوستی پیدا کند، و مولهرن فکر می‌کند که زندگی درباری موراساکی در مقایسه با سایر شاعران درباری آرام بود. مولهرن حدس می‌زند که سخنان او در مورد ایزومی ربطی به شعر ایزومی ندارد، بلکه به دلیل رفتار او، بی‌اخلاقی و روابط درباری‌اش بود که موراساکی آنها را قبول نداشت.: ۱۵۶ 
مقام و رتبه در جامعه درباری هی‌آن مهم بود و موراساکی احساس نمی‌کرد که با فوجیواراهای دارای رتبه بالاتر و قدرتمندتر اشتراکات زیادی داشته باشد. او در دفترِ خاطراتِ خود از زندگی خود در دربار می‌نویسد: «دریافتم که شاخه خانواده من بسیار رتبه فرومایه‌ای در بین فوجیواراها دارد؛ اما این فکر به ندرت مرا آزار می‌داد. من در آن روزها واقعاً از حس دردناک حقارت که زندگی در دربار را برای من عذابی دائمی می‌کرد، دور بودم.»: xiv  موقعیت در دربار می‌توانست جایگاه اجتماعی او را افزایش دهد، اما مهم‌تر از آن، او تجربه بیشتری برای نوشتن به دست آورد. زندگی درباری، همان‌طور که او آن را تجربه کرد، در فصل‌های داستانِ گنجی که پس از پیوستن او به امپراتریس شوشی نوشته شده است، به خوبی منعکس شده است. نام «موراساکی» به احتمال زیاد در هنگام یک شام درباری، در واقعه‌ای که در دفترِ خاطراتش ثبت کرده، به او داده شد: در سال ۱۰۰۸ شاعر مشهور دربار فوجیوارا نو کینتو او را چنین نامید که کنایه‌ای است از شخصیتی به نام موراساکی نو اوئه در داستانِ گنجی و می‌تواند به عنوان تعریف و تمجید یک شاعر مرد درباری در آن دوران از یک نویسنده زن تلقی شود.

## باقیِ زندگی و مرگ

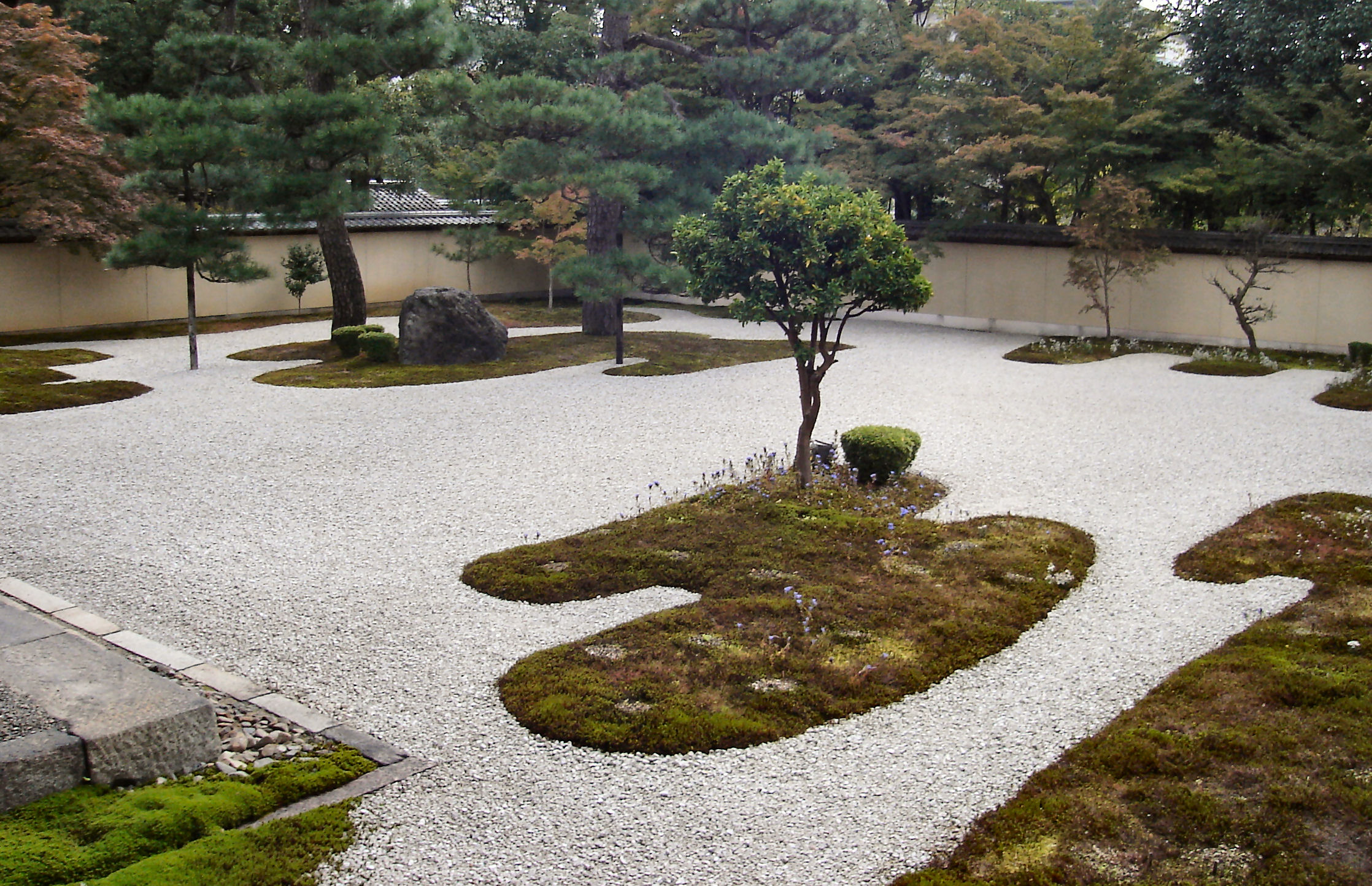
باغ گنجی در روزان-جی، معبدی در کیوتو مرتبط با عمارت سابق او

هنگامی که امپراتور ایچیجو در سال ۱۰۱۱ درگذشت، شوشی به عنوان یک امپراتریس بازنشسته شد و به عمارت فوجیوارا در نزدیکی دریاچهٔ بیوا رفت تا در آنجا زندگی کند، به احتمال زیاد موراساکی، که در سال ۱۰۱۳ با شوشی در آنجا حضور داشت. ویلیام جورج استون توضیح می‌دهد که وقتی موراساکی از دربار به عنوان ندیمه امپراتریس بازنشسته شد، دوباره به ایشییاما-درا در کنار دریاچهٔ بیوا رفت، تا باقیمانده‌اش عمرش را وقف ادبیات و مذهب کند.: ۹۳ 
موراساکی ممکن است در سال ۱۰۱۴ درگذشته باشد. پدرش در آن سال احتمالاً به دلیل مرگ دخترش، به سرعت از محل پست خود در ولایت اچیگو به کیوتو بازگشت. شیرانه در کتاب پل رؤیاها: شعری از داستانِ گنجی اشاره می‌کند که به‌طور کلی سال ۱۰۱۴ به عنوان تاریخ مرگ موراساکی شیکیبو و سال ۹۷۳ به عنوان تاریخ تولد او پذیرفته شده است و او در هنگام مرگ او ۴۱ ساله بوده است.: ۵  اما ویلی با توجه به اینکه موراساکی ممکن است در مراسمی با شوشی برای پسر شوشی امپراتور گو-ایچیجو حدود ۱۰۲۵ برگزار می‌شد شرکت کرده باشد، معتقد است که او ممکن است تا اواخر سال ۱۰۲۵ با شوشی زندگی کرده باشد.: xv 
برادر موراساکی، نوبونوری در حدود سال ۱۰۱۱ درگذشت. ممکن است مرگ دو فرزند، پدر آنها را وادار کرده باشد تا از سمت خود استعفا دهد و زندگی خود را وقف مذهب کند و در معبد باقی عمر خود را بگذراند. او در معبد اونجو در سال ۱۰۲۹ درگذشت. دختر موراساکی در سال ۱۰۲۵ به عنوان دایه امپراتور گو-ریزی (۱۰۲۵–۱۰۶۸) وارد خدمت دربار شد و سپس با نام داینی نو سانمی شاعری مشهور شد.: ۲۵۹ 

## آثار

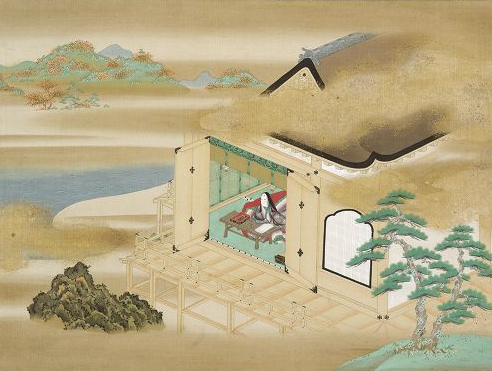
موراساکی در حال نگارش در ایشییاما-درا در این نقاشی بر روی ابریشم اواخر قرن هفدهم و بر روی جلد آلبوم گنجی دانشگاه هاروارد واقع در موزه هنر هاروارد که توسط توسا میتسوئوکی به تصویر کشیده شده است.

داستانِ گنجی، دفترِ خاطراتِ موراساکی شیکیبو و مجموعهٔ موراساکی شیکیبو آثار او را تشکیل می‌دهند.: ۲۶۰–۲۶۱  کار او به دلیل بازتاب ایجاد و توسعه نوشتار ژاپنی، در دوره ای که ژاپنی از زبانِ بومی نانوشته به زبانِ نوشتاری تغییر کرد، مهم تلقی می‌شود.: xv–xvii  تا قرن نهم. متون زبانِ ژاپنی به زبانِ نویسه‌های چینی با استفاده از سیستم نوشتاری مان‌یوگانا نوشته می‌شدند.: ۸۱  یک دستاورد انقلابی توسعه خط کانا — یک خط ژاپنی واقعی بود — در اواسط تا اواخر قرن نهم، نویسندگان ژاپنی شروع به نوشتن نثر به زبانِ خود کردند، که منجر به ژانرهایی مانند داستان دفترِ خاطراتِ شاعرانه شد.: ۱۱۳–۱۱۴ : ۵۹۴  مورخ ادوین او. ریشاور می‌نویسد که ژانرها مانند مونوگاتاری‌ها به‌طور مشخص ژاپنی بودند و داستانِ گنجی که به خط کانا نوشته شده بود، «اثر برجسته آن دوره بود».

### دفترِ خاطرات و شعر

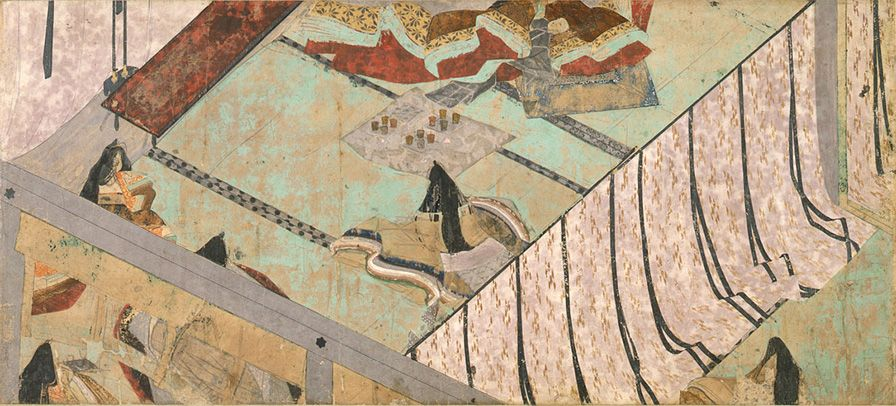
تصویر قرن سیزدهم (اماکیمونو) از خاطرات بانو موراساکی که امپراتریس شوشی را با فرزندش امپراتور گو-ایچیجو و بانوان درباری منزوی شده پشت کیچو (پرده) نشان می‌دهد.

موراساکی نوشتن دفترِ خاطراتِ خود را پس از ورود به خدمت در دربار شوشی آغاز کرد.: ۲۶۰–۲۶۱  بسیاری از چیزهایی که دربارهٔ او و تجربیاتش در دربار شناخته شده است، از این دفترِ خاطرات به دست آمده است، که دوره ای از حدود ۱۰۰۸ تا ۱۰۱۰ را پوشش می‌دهد. بخش‌های توصیفی، که برخی از آنها ممکن است از نامه‌ها سرچشمه گرفته باشند، روابط او با دیگر خانم‌های درباری، خلق و خوی میچیناگا، تولد پسران امپراتریس شوشی — در عمارت پدر شوشی میچیناگا و نه در کاخ امپراتوری، همچنین این خاطرات روند نوشتن داستانِ گنجی، از جمله شرح انتقال فصول جدید نوشته شده به خوشنویسان برای رونویسی را پوشش می‌دهد.: ۲۶۰–۲۶۱  دفترِ خاطراتِ موراساکی نمونه‌ای از یادداشت‌های روزانه دربار است که برای احترام به حامیان نوشته می‌شود، نیمی از آن به تولد پسر شوشی، امپراتور گو-ایچیجو اختصاص دارد، رویدادی که برای میچیناگا بسیار اهمیت دارد زیرا او به ازدواج درآوردن دخترش با امپراتور ایچیجو برای آن برنامه‌ریزی کرده بود و باعث شد پدربزرگ و عملاً نایب‌السلطنه یک امپراتور شود.: ۴۴۸ 
گمان می‌رود که مجموعهٔ موراساکی شیکیبو توسط خودش در سال‌های آخر عمرش گردآوری شده باشد و شامل حدود ۱۲۰ شعر از دوران کودکی‌اش است. طبق عرف، شعرها از فردی به فرد دیگر منتقل شده و اغلب کپی می‌شدند. برخی به نظر می‌رسند که برای یک معشوق نوشته شده باشند — احتمالاً شوهرش قبل از مرگ او — اما او ممکن است صرفاً از سنت پیروی کرده و شعرهای عاشقانه ساده سروده باشد. آنها حاوی جزئیات زندگی‌نامه‌ای هستند: او به خواهری اشاره می‌کند که درگذشته، دیدار با پدرش در ولایت اچیزن و اینکه او برای امپراتریس شوشی شعر سروده است. اشعار موراساکی در سال ۱۲۰۶ توسط فوجیوارا نو تیکا منتشر شد، که مولهرن معتقد است مجموعه‌ای است که به شکل اصلی نزدیک است. تقریباً در همان زمان فوجیوارا نو تیکا منتخبی از آثار موراساکی را در گلچین امپراتوری، شین کوکین واکاشو گنجاند.: ۲۶۰–۲۶۱ 

### داستانِ گنجی
موراساکی بیشتر به خاطر داستانِ گنجی، رمانی سه قسمتی که ۱۱۰۰ صفحه و ۵۴ فصل را در بر می‌گیرد، شناخته می‌شود.: ۲۶۲ : ۹  تصور می‌شود که تکمیل این کتاب یک دهه به طول انجامیده باشد. اولین فصل‌ها احتمالاً برای یک حامی خصوصی یا در طول ازدواج او یا اندکی پس از مرگ شوهرش نوشته شده است. او در دربار به نوشتن ادامه داد و احتمالاً در حالی که هنوز در خدمت شوشی بود کار را تمام کرد.: ۴۴۵  او برای تولید اثری به این بلندی نیاز به حمایت داشت. میچیناگا کاغذ و جوهر گران‌قیمت و افرادی خوشنویس برای او فراهم کرد. اولین جلدهای دست‌نویس احتمالاً توسط خانم‌های درباری جمع‌آوری و صحافی شده است.

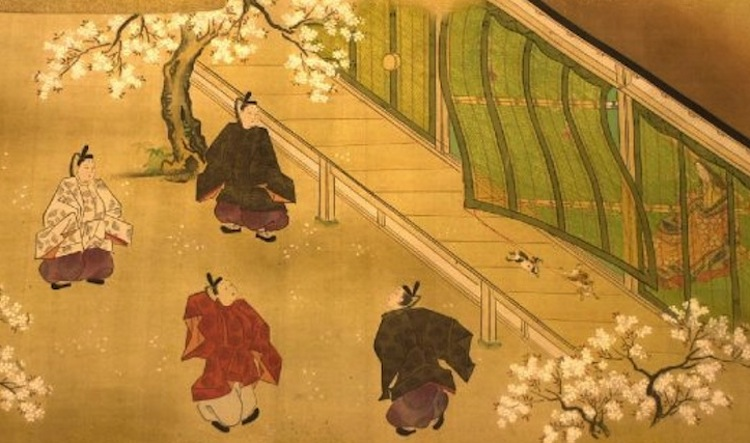
نقاشی طومار ابریشم اواخر قرن هفدهم یا اوایل قرن هجدهم صحنه ای از فصل ۳۴ از داستانِ گنجی که مردانی را در حال بازی در باغی و زنی نشسته در پشت پرده را به تصویر کشیده است.

کین در کتاب لذت‌های ادبیات ژاپنی ادعا می‌کند که موراساکی «برترین اثر داستانی ژاپنی» را با تکیه بر سنت‌های خاطرات درباری واکا و سنت پیش از آن مونوگاتاری — با ترکیبی از خط چینی و خط ژاپنی — مانند داستان بامبوشکن یا داستان ایسه نوشته است.: ۷۵–۷۹، ۸۱–۸۴  او سبک‌هایی را از تاریخ چینی، شعر روایی و نثر معاصر ژاپنی ترسیم کرد و آن را در هم آمیخت.: ۲۶۲  آدولفسون می‌نویسد که کنار هم قرار دادن سبک رسمی چینی با موضوعات پیش پا افتاده منجر به حسی از هجو یا طنز را ایجاد کرده، که سبکی متمایز به او می‌دهد.: ۱۲۱–۱۲۲  در داستانِ گنجی استفاده موراساکی از قالب سنتی مونوگاتاری در روایت داستان به خصوص در استفاده از راوی آشکار است، اما کین ادعا می‌کند که موراساکی این ژانر را بسیار فراتر از محدوده آن توسعه داده است و با این کار سبکی کاملاً مدرن خلق کرد. داستان «شاهزاده درخشان» گنجی در اواخر قرن نهم تا اوایل قرن دهم می‌گذرد و موراساکی عناصر افسانه‌ای و تخیلی که اغلب در داستان‌های مونوگاتاری قبلی یافت می‌شد، را از آن حذف کرد.: ۸۱–۸۴ 
مضامین داستانِ گنجی در طول زمان‌ها و دوره‌های گوناگون مشترک است و توسط شیولی به عنوان «ظلم زمان و اندوه اجتناب‌ناپذیر عشق رمانتیک» تعریف شده است.: ۴۴۴  مضمون اصلی شکنندگی زندگی است، مونو نو آواره «غم وجود انسان»، اصطلاحی است که بیش از هزار بار در داستانِ گنجی به کار رفته است.: ۲۷  کین حدس می‌زند که در داستان «شاهزاده درخشان»، موراساکی ممکن است برای خود فراری آرمانی از زندگی درباری ایجاد کرده باشد، که به نظر او چندان دلچسب نبوده است. با خلق شاهزاده گنجی او یک قهرمان داستان با استعداد، زیبا، باصفا و در عین حال انسانی و دلسوز را شکل داد. کین می‌نویسد که داستانِ گنجی خواننده را با دورهٔ هی‌آن آشنا می‌کند. به عنوان مثال، روابط عاشقانه رواج دارد، اگرچه زنان معمولاً پشت پرده یا فوسوما هستند و دیده نمی‌شدند.
هلن کریگ مک کالو، داستان موراساکی را دارای جذابیت جهانی توصیف می‌کند و معتقد است داستانِ گنجی از ژانر و زمان آن فراتر می‌رود. موضوع و زمینه اصلی آن — عشق در دربار هی‌آن — متعلق به روابط عاشقانه، و مفروضات فرهنگی آن مربوط به اواسط دورهٔ هی‌آن است، اما نبوغ منحصر به فرد موراساکی شیکیبو، این اثر را برای بسیاری به بیانیه ای قدرتمند از روابط انسانی تبدیل کرده است. ناممکن بودن شادی همیشگی در عشق … و اهمیت حیاتی، حساسیت به احساسات دیگران در دنیای غم و اندوه.: ۹  شاهزاده گنجی در هر یک از عشق‌های خود زیبایی درونی زن و شکنندگی زندگی را تشخیص می‌دهد که به گفته او کین، او را قهرمان می‌کند: داستان در همان زمان محبوب بود و امپراتور ایچیجو آن را می‌خواند، تا سال ۱۰۲۱ تمام فصل‌ها کامل شده بود و کتاب در استان‌هایی که کمیاب بود، جستجو می‌شد.: ۷۹ 

## میراث
شهرت و نفوذ موراساکی از زمان حیاتش، زمانی که او همراه با سایر نویسندگان زن هی‌آن در توسعه زبانِ ژاپنی به زبانِ نوشتاری نقش داشت، کاهش نیافته است.: ۱۲  خواندن نوشته‌های او برای شاعران دربار در اوایل قرن دوازدهم ضروری بود، زیرا آثار او توسط محققانی که نسخه‌ها و نقدهای معتبری را ایجاد کردند، مورد مطالعه قرار گرفت. در عرض یک قرن پس از مرگش به عنوان نویسنده کلاسیک بسیار مورد توجه قرار گرفت.: ۷۹ در قرن هفدهم، کار موراساکی نمادی از فلسفه  کنفوسیوس شد و زنان به خواندن کتاب‌های او تشویق شدند. در سال ۱۶۷۳، کومازاوا بانزان استدلال کرد که نوشته‌های او به دلیل حساسیت و به تصویر کشیدن احساسات ارزشمند است. او در گفتمان‌شناسی گنجی نوشت که وقتی «احساسات انسانی درک نشود، هماهنگی پنج رابطه انسانی از بین می‌رود».: ۱۱۰ 
یک قرن پس از مرگ موراساکی، داستانِ گنجی به اشکال مختلف کپی و به تصویر کشیده شد. گنجی مونوگاتاری اماکی، متعلق به اواخر دوران هی‌آن در قرن دوازدهم یک طومار دستی است که از چهار طومار، ۱۹ نقاشی و ۲۰ ورق خوشنویسی تشکیل شده است. این تصاویر که تاریخ قطعی آن بین ۱۱۱۰ و ۱۱۲۰ است، به‌طور آزمایشی به فوجیوارا نو تاکاچیکا و خوشنویسی به خوشنویسان مختلف مشهور معاصر نسبت داده شده است. این طومار در موزه گوتو و موزه هنر توکوگاوا نگهداری می‌شود.: ۲۳۸ 
در قرن هفدهم فضیلت زن با دانش ادبی گره خورد و منجر به تقاضای مصنوعات الهام‌گرفته از موراساکی یا داستانِ گنجی شد که به نام گنجی-ئه شناخته می‌شود. در قرن هفدهم به‌طور نمادین جهیزیه‌های تزئین شده با صحنه‌ها شناخته شده از داستانِ گنجی یا تصاویری از موراساکی، مخصوصاً برای زنان اشراف محبوبیت داشتند: در قرن هجدهم آنها نماد موفقیت زناشویی بودند. در سال ۱۶۲۸، دختر توکوگاوا ایه‌میتسو مجموعه‌ای از جعبه‌های ظروف لاکی را برای عروسی‌اش ساخته بود. شاهزاده توشیتادا یک جفت ابریشم گنجی-ئه پردینه، نقاشی شده توسط کانو تانیو را به عنوان هدیه عروسی در سال ۱۶۴۹ دریافت کرد.: ۱۱۰–۱۱۳ 
در قرن هفدهم موراساکی به موضوعی محبوب در نقاشی‌ها و تصویرسازی‌ها تبدیل شد که او را به عنوان یک زن و شاعر با فضیلت برجسته می‌کردند.: ۱۰۸–۱۰۹  او اغلب پشت میزش در معبد ایشییاما نشان داده می‌شود که برای الهام گرفتن به ماه خیره شده است. این تصویر از او برای قرن‌ها برای هنرمندان اوکی‌یوئه به موضوع مورد علاقه تبدیل شد. هیروشیگه، توری کیوناگا و کیتاگاوا اوتامارو نسخه‌های مختلف رمان را به تصویر کشیدند. در اواسط دوره ادو چاپ‌های تولید انبوه اوکی‌یوئه چنین تصاویری را برای طبقات سامورایی و مردم عادی در دسترس قرار دادند.
شیرانه در تصور داستانِ گنجی مشاهده می‌کند که داستانِ گنجی در طول هزار سال از طریق رسانه‌های مختلف برای مخاطبان مختلف به موضوع‌های هنری و مصنوعات زیادی تبدیل شده است … که با هیچ متن ژاپنی دیگری قابل مقایسه نیست. این اثر و نویسنده آن از طریق تصاویر آن در رسانه‌های مختلف محبوبیت یافتند: اماکیمونو (تصویرهای دستی مصور) بیوبو (نقاشی روی صفحه نمایش)، اوکی‌یوئه (چاپ‌های چوبی، کمیک‌ها، و در دوره مدرن)، مانگا. در روایت داستانی از زندگی خود موراساکی، داستان موراساکی: یک رمان، نوشته لیزا دالبی موراساکی را در طول سفرهایش با پدرش به ولایت اچیزن، درگیر یک عاشقانه می‌کند.

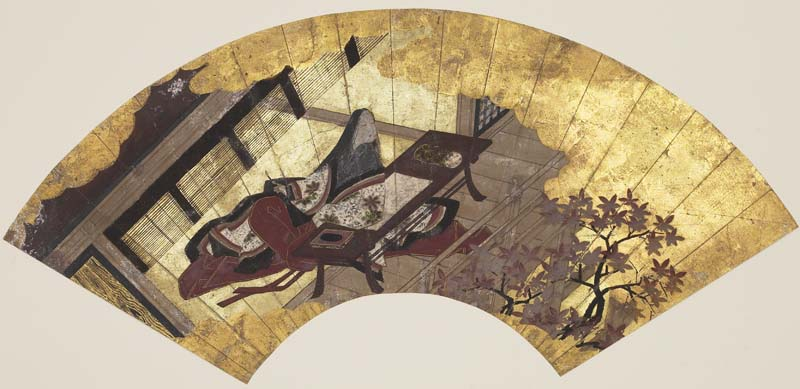
مرکب و بادبزن کاغذ طلایی قرن هفدهمی که نوشته موراساکی را نشان می‌دهد.

داستانِ گنجی به عنوان یک اثر کلاسیک ماندگار شناخته می‌شود. مک کالو می‌نویسد که «موراساکی هم نماینده اصلی یک جامعه منحصر به فرد است و هم نویسنده ای که با صدایی جاودانه با دغدغه‌های جهانی بشر صحبت می‌کند. ژاپن نابغه دیگری به مانند او را ندیده است».: ۴۴۵  کین می‌نویسد که داستانِ گنجی همچنان مجذوب کننده است، زیرا در داستان، شخصیت‌های او و دغدغه‌هایشان جهانی هستند. هنگامی که ترجمهٔ آرتور ویلی (داستانِ گنجی: یک رمان در شش قسمت) در سال ۱۹۳۳ منتشر شد، ناقدان داستانِ گنجی را با آثار جین آستن، مارسل پروست و ویلیام شکسپیر مقایسه کردند. : ۵۰۸  مولهرن در مورد موراساکی می‌گوید که او شبیه شکسپیر است که نماینده دوره الیزابت بود، زیرا او جوهر دربار هی‌آن را درک کرد و به عنوان یک رمان‌نویس «شاید فراتر از انتظارات خودش موفق شد».: ۲۶۲  مانند شکسپیر، آثار او موضوع انبوهی از نقدها و کتاب‌های بسیاری بوده است.: ۲۶۴ 

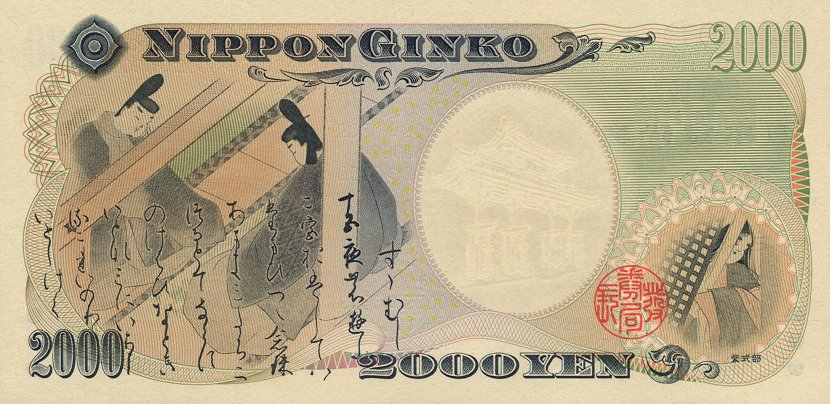
طراحی اسکناس ۲۰۰۰ ینی که به افتخار موراساکی ایجاد شده است.

کیوتو در سال ۲۰۰۸ جشنی یک ساله به مناسبت هزارمین سالگرد خلق داستانِ گنجی با مسابقات شعر، بازدید از موزه داستان گنجی در اوجی، کیوتو و ایشییاما-درا (محل زندگی او) برگزار کرد. جایی که مجسمه‌ای از موراساکی در اندازه واقعی در کنار میزش نمایش داده شد و همچنین زنانی که در دربار لباس‌های ۱۲ لایه سنتی «جونیهیتوئه» و کلاه گیس‌های بلندی تا قوزک پوشیده‌اند. نویسنده و آثارش الهام‌بخش نمایشگاه‌های موزه و مانگاهای داستانِ گنجی بودند. طرح روی پشت اولین اسکناس‌های ین ژاپن ۲۰۰۰ ینی به یاد او و تصویری از داستانِ گنجی بود. گیاه کالیکارپا که دانه‌هایی مروارید مانند بنفش رنگ دارد، در زبانِ ژاپنی همنام با نام او «موراساکی شیکینو» نام دارد.
یک آلبوم گنجی مربوط به سال ۱۵۱۰ میلادی در دانشگاه هاروارد قرار دارد. این آلبوم قدیمی‌ترین در نوع خود محسوب می‌شود و مشتمل بر ۵۴ نقاشی از توسا میتسونوبو و ۵۴ ورق خوشنویسی بر روی کاغذ شیکیشی در پنج رنگ است که توسط خوشنویسان چیره‌دست نوشته شده است. برگ‌ها در محفظه‌ای به تاریخ دوره ادو، با جلونمای ابریشمی نقاشی شده توسط توسا میتسوکی، مربوط به حدود سال ۱۶۹۰ قرار دارند. این آلبوم حاوی برگه‌های تأیید اعتبار میتسوکی برای نقاشی‌های اجدادش در قرن ۱۶ است.: ۵۴–۵۶ 